# Rugby (North Dakota)
 For alternative betydninger, se Rugby (flertydig). (Se også artikler, som begynder med Rugby)
Rugby er en amerikansk by og administrativt centrum i det amerikanske county Pierce County i staten North Dakota. I 2000 havde byen et indbyggertal på 2.939.

## Ekstern henvisning
- Rugbys hjemmeside (engelsk)

48°22′02″N 99°59′46″V / 48.3672°N 99.9961°V